# Tesitura

Forma de indicar la tesitura del clarinete soprano en sib.

En música, el término tesitura (del italiano tessitura) hace referencia a la zona de la extensión de sonidos de frecuencia determinada que es capaz de emitir una voz humana o un instrumento musical. Se suele indicar señalando el intervalo de notas comprendido entre la nota más grave y la más aguda que un determinado instrumento o voz es capaz de emitir.

## La tesitura en el canto
Frecuentemente, en la voz humana se distingue entre la tesitura y la extensión vocal. La extensión vocal, es decir, la extensión sonora de la voz, es el marco de frecuencias realizables, sin considerar volumen ni calidad del sonido.
En voces sanas, comúnmente es de dos octavas o más. El término tesitura se usa para denominar la parte de la extensión vocal en la cual se pueden realizar sonidos controlables y utilizables musicalmente.
Las características para definir la tesitura de una voz son:
- Un buen timbre;
- Un volumen considerable;
- Un vibrato igualado;
- La posibilidad de un messa di voce;
- La posibilidad de agilidad y coloratura.

Las tesituras de cantantes profesionales en ópera deben ser de dos octavas o más; en tenores, un poco menos de dos octavas. Según Peter-Michael Fischer, la tesitura de un cantante comienza una cuarta justa (cinco semitonos) por encima de su nota más grave posible (su «cero fónico») y llega hasta una cuarta por debajo de la nota más aguda de la voz («límite fónico»).
Para clasificar voces para el uso coral, se distinguen cuatro grupos principales, cuya tesitura es menor que dos octavas, para poder incluir voces menos preparadas:
- soprano: de do4 a do6;
- contralto: de mi3 a mi5;
- tenor: de do3 a do5;
- bajo: de mi2 a mi4.

A veces se agregan dos voces intermedias:
- mezzosoprano (entre la soprano y la contralto): de la3 a la5;
- barítono (entre el tenor y el bajo): de fa2 a fa4;